# Yolo Trip
《Yolo Trip》（韓語：다이아's 욜로트립）是韓國OnStyle于2017年播出的綜藝節目，由MBK娛樂旗下之女團DIA出演，並由《一週偶像》與《團結才能火》製作團隊製作，節目主要以DIA成員自擬清單進行美食探索、旅行、觀光等，並紀錄下過程中的點點滴滴或小故事。

## 節目命名之原因
- 「YOLO」為「You Only Live Once」，即當下即時行樂之意。